# Heli Simpson
Heli Simpson est une chanteuse et actrice australienne, née le 21 février 1987 à Melbourne. Elle est connue notamment pour avoir joué le rôle de Veronica di Angelo dans la série télévisée Grand Galop. 

## Biographie
Elle a notamment joué dans quelques séries et téléfilms tels que Bootleg. 
Elle aime beaucoup le sport, et notamment le net-ball et le soft-ball mais sa vraie passion est l'équitation. Elle possède d'ailleurs un cheval pur-sang baie nommé Woody

## Filmographie

### Télévision
- 2001 : Grand Galop : Veronica di Angelo
- 2002 : Bootleg : Myrtle Jackson
- 2002-2003 : Blue Heelers : Sam Baxter

### Cinéma
- 2001 : Halifax f.p: Playing God : Sophie Keenan
- 2001 : Animated Tales of the World : Rose
- 2003 : Stingers : Libby Sanderson
- 2004 : Fergus McPhail : Sophie Bartolemeo
- 2009:Providence: Lisa Marchand à src.ca

## Voix françaises
- Julie Turin dans la série télévisée Grand Galop